# Synodontis dorsomaculata
Synodontis dorsomaculata är en fiskart som beskrevs av Poll, 1971. Synodontis dorsomaculata ingår i släktet Synodontis och familjen Mochokidae. IUCN kategoriserar arten globalt som starkt hotad. Inga underarter finns listade i Catalogue of Life.